# Jan Garbarek
Jan Garbarek (IPA [ˈjɑːn ɡɑɾˈbɑ̀ːɾək]; Mysen, 4 marzo 1947) è un sassofonista e compositore norvegese.
Suona il sassofono tenore e soprano ed è attivo nei generi del jazz, della musica classica e della world music.

## Biografia
La musica di Garbarek costituisce una delle bandiere della casa discografica ECM, che praticamente ha pubblicato tutti i suoi dischi. A partire dalla fine degli anni settanta, Garbarek ha sviluppato uno stile di ispirazione lieve e lunare che utilizza toni acuti e lunghe note sostenute (che ricordano gli inviti alla preghiera islamici) nonché l'uso sapiente delle pause. Fece le sue prime incisioni alla fine degli anni sessanta. Seguace della prima ora del free jazz di Albert Ayler e Peter Brötzmann, nel 1973 voltò le spalle alle aspre dissonanze del jazz d'avanguardia.
In qualità di compositore, Garbarek si ispira profondamente alle melodie folk della Scandinavia, una eredità dell'influenza di Albert Ayler. È un pioniere delle composizioni di ambient jazz, degno di nota a questo proposito è l'album Dis del 1976. La sua trama, che rifiuta le notazioni tradizionali tematiche (come possono essere esemplificate da un Sonny Rollins), a favore di uno stile, descritto dai critici Richard Cook e Brian Morton come "di impatto scultoreo", ha diviso la critica (una minoranza della quale lo ha definito New Age).
Dopo aver registrato una serie inaspettata di album di avanguardia, Garbarek raggiunse le vette internazionali a metà degli anni settanta suonando jazz post-bop, sia come leader che come componente del famoso "European Quartet" di Keith Jarrett. Raggiunse un notevole successo commerciale in Europa con l'album Dis, una collaborazione meditativa con il chitarrista Ralph Towner. Estratti di Dis sono stati frequentemente usati in film o documentari. Nel 1986 la musica di Garbarek cominciò ad incorporare sintetizzatori ed elementi di world music. Nel 1993 il disco Officium, realizzato in collaborazione con il gruppo vocale di musica antica Hilliard Ensemble, divenne uno dei dischi in assoluto più venduti dalla ECM, raggiungendo le vette delle classifiche in parecchi Paesi europei; l'album, Mnemosyne, una sorta di suo sequel, fu registrato nel 1999. Nel 2005, il disco In Praise of Dreams ha ottenuto la nomina per il Grammy Award.

## Collaborazioni
- Agnes Buen Garnas
- Anja Garbarek
- Anouar Brahem
- Arild Andersen
- Art Lande
- Bill Connors
- Bill Frisell
- Bobo Stenson
- Charlie Haden
- David Darling
- Eberhard Weber
- Edward Vesala
- Egberto Gismonti
- Eleni Karaindrou
- Gary Peacock
- George Russell
- Hariprasad Chaurasia
- Hilliard Ensemble
- Jack Dejohnette
- John McLaughlin
- John Taylor
- Keith Jarrett

- Ketil Bjørnstad
- Kenny Wheeler
- Kim Kashkashian
- Kjell Johnsen
- Manu Katché
- Mari Boine Persen
- Marilyn Mazur
- Miroslav Vitous
- Niels-Henning Ørsted Pedersen
- Paul Giger
- Peter Erskine
- Ralph Towner
- L. Shankar
- Terje Rypdal
- Shaukat Hussain
- Tigran Mansurian
- Trilok Gurtu
- Ustad Fateh Ali Khan
- Zakir Hussain

## Discografia
- 1969 - Esoteric Circle
- 1970 - Afric Pepperbird
- 1971 - Sart
- 1973 - Triptykon
- 1974 - Red Lanta
- 1974 - Witchi-tai-to
- 1975 - Luminessence
- 1976 - Dansere
- 1976 - Dis
- 1978 - Places
- 1979 - Photo with...
- 1980 - Aftenland
- 1980 - Magico
- 1981 - Eventyr
- 1981 - Folk Songs
- 1982 - Paths, Prints
- 1983 - Wayfarer
- 1984 - It's OK to Listen to the Gray Voice
- 1987 - All Those Born with Wings

- 1988 - Legend of the Seven Dreams
- 1989 - Rosensfole
- 1990 - I Took Up the Runes
- 1991 - Star
- 1992 - Ragas and Sagas
- 1992 - Madar
- 1993 - Atmos
- 1993 - Twelve Moons
- 1994 - Officium con lo Hilliard Ensemble
- 1996 - Visible World
- 1998 - Rites
- 1999 - Mnemosyne con lo Hilliard Ensemble
- 2004 - In Praise of Dreams con Manu Katché
- 2006 - Neighbourhood con Manu Katché
- 2007 - Stages of a Long Journey con Eberhard Weber
- 2007 - Elixir con Marilyn Mazur
- 2009 - Dresden
- 2010 - Officium Novum (ECM) con Hilliard Ensemble
- 2019 - Remember Me, My Dear (ECM) con Hilliard Ensemble

## Filmografia

### Compositore

#### Cinema
- Exit, regia di Pål Løkkeberg (1970)
- Maria Marusjka, regia di Oddvar Bull Tuhus (1973)
- Martin, regia di Leidulv Risan (1981)
- Papirfuglen, regia di Anja Breien (1984)
- Paikan henki - cortometraggio documentario, regia di Kanerva Cederström (1986)
- Teo el pelirrojo, regia di Paco Lucio (1986)
- Der Indianer, regia di Rolf Schübel (1988)
- Resisim, regia di Yossi Somer (1989)
- Smykketyven, regia di Anja Breien (1990)
- Året gjennom Børfjord - cortometraggio documentario, regia di Anja Breien (1991)
- Heiß - Kalt, regia di Markus Fischer (1992)
- Trollsyn, regia di Ola Solum (1994)
- Vesna va veloce, regia di Carlo Mazzacurati (1996)
- Smierc - cortometraggio, regia di Pawel Kocambasi (1997)
- Kippur, regia di Amos Gitai (2000)
- En folkefiende, regia di Erik Skjoldbjærg (2005)
- The Giant Buddhas - documentario, regia di Christian Frei (2005)
- Fluir - cortometraggio, regia di Luz López (2005)
- Space Tourists - documentario, regia di Christian Frei (2009)
- Las viudas de Ifni - cortometraggio documentario, regia di Pacheco Iborra, Pedro Palacios (2012)

#### Televisione
- Variation - oder Daß es Utopien gibt, weiß ich selber! - film TV, regia di Michael Haneke (1983)
- Unter der Kastanie - film documentario TV, regia di Manfred Rathgeber (1983)

### Colonne sonore
- Året gjennom Børfjord - cortometraggio documentario, regia di Anja Breien (1991)
  - Twelve Moons (scritto da)
- Hustruer III, regia di Anja Breien (1996)
  - Bésame mucho (eseguito da)
- Ventiquattrosette (24 7: Twenty Four Seven), regia di Shane Meadows (1997)
  - Parce Mihi Domine (eseguito da)
- A Kind of Hush, regia di Brian Stirner (1999)
  - Untitled for Saxophone and Keyboard (eseguito da)
- Insider - Dietro la verità (The Insider), regia di Michael Mann (1999)
  - Rites (eseguito e scritto da)
- Ricette d'amore (Bella Martha), regia di Sandra Nettelbeck (2001)
  - Country (eseguito da)
- Die Reise nach Kafiristan, regia di Donatello Dubini, Fosco Dubini (2001)
  - Ragas und Sagas (eseguito e scritto da)
- The Giant Buddhas - documentario, regia di Christian Frei (2005)
  - 3rd Piece (scritto da)